# Mark Brown (Fußballspieler)
Mark Brown (* 28. Februar 1981 in Motherwell) ist ein schottischer Fußballspieler.

## Karrierebeginn
Mark Brown begann seine Karriere bei den Rangers aus Glasgow, wo er fünf Pflichtspiele bestritt und dann zu Motherwell wechselte. Brown machte 20 Spiele für die Steelmen bevor finanzielle Probleme den Klub zwangen 20 Spieler freizugeben, um die Ausgaben zu senken.

## Wechsel nach Inverness
Brown schloss sich Inverness Caledonian Thistle im Sommer 2002 an, nachdem er Trainer Steve Paterson überzeugen konnte. Er wurde bei den Caley Jags schnell ein wichtiger Bestandteil der Mannschaft. Brown absolvierte in dieser Zeit seine ersten Einsätze für die schottische U-21 Nationalmannschaft.
Nach weiterhin guten Leistungen wurde er in die schottische B-Nationalmannschaft berufen, wo er im April 2005 gegen die B-Auswahl von Österreich in der zweiten Halbzeit eingewechselt wurde.

## Transfer zu Celtic
Weil Browns Vertrag im Sommer 2007 ausgelaufen wäre, verkaufte ihn Inverness für eine sechsstellige Summe an den schottischen Meister Celtic, da der Klub ihn am Saisonende wohl ablösefrei verloren hätte. Mark Brown ist einer der wenigen Spieler, die für beide Old-Firm-Teams, Celtic und Rangers, gespielt haben. Im September 2009 wechselte er auf Leihbasis zum FC Kilmarnock, um den verletzungsbedingten Ausfall von Alan Combe zu kompensieren.